# MIT Technology Review
MIT Technology Review è un periodico bimestrale interamente di proprietà del Massachusetts Institute of Technology ed editorialmente indipendente dall'università.  È stato fondato nel 1899 come The Technology Review, ed è stato rilanciato senza "The" nel nome il 23 aprile 1998 sotto l'allora editore R. Bruce Journey. Nel settembre 2005, sotto l'allora redattore capo, Jason Pontin, è stato cambiato in una forma che ricorda la rivista storica.
Prima del rilancio del 1998, l'editore ha affermato che "della vecchia rivista non rimarrà nulla tranne il nome". Era quindi necessario distinguere tra la rivista tecnologica moderna e quella storica. La rivista storica era stata pubblicata dalla MIT Alumni Association, era più strettamente allineata con gli interessi degli ex studenti del MIT, aveva un tono più intellettuale e una diffusione pubblica molto ridotta. La rivista, pubblicizzata dal 1998 al 2005 come "MIT's Magazine of Innovation" e dal 2005 in poi semplicemente "pubblicata dal MIT", si è concentrata sulle nuove tecnologie e su come vengono commercializzate; è stato venduto al pubblico e destinato a dirigenti senior, ricercatori, finanzieri e responsabili politici, nonché alumni del MIT.
Nel 2011, Technology Review ha ricevuto un Utne Reader Independent Press Award per il miglior servizio di materia scientifica/tecnologica.
Oltre alla versione italiana, MIT Technology Review ha edizioni internazionali in Spagna, Germania, Brasile, Cina, Giappone e Corea.